# Brivio
Brivio est une commune italienne de la province de Lecco dans la région Lombardie en Italie. La ville est traversée par la rivière Adda, le quatrième plus long cours d'eau italien. Brivio fut longtemps, du fait de sa position le long de l'Adda, une ville frontière entre le duché de Milan, dont elle faisait partie, et la république de Venise.

## Géographie
Brivio se situe aujourd'hui dans la province de Lecco, au sein de la région Lombardie, en Italie du Nord. La ville se situe à mi-chemin entre Lecco et Bergame. Son climat est influencé par le lac voisin d'Olginate et la branche du lac de Côme allant jusqu'à Lecco, ainsi que par la rivière Adda qui atténue la chaleur en été mais est une source d'humidité en hiver. Brivio et son pont sont un nœud essentiel de la route provinciale 342 Briantea, qui relie les trois provinces de Côme, de Bergame et de Lecco.

### Lieux-Dits
- Bastiglia
- Beverate
- Butto
- Canosse
- Foino
- Foppaluera
- Molinazzo
- Palazzetto
- Toffo
- Vaccarezza

## Histoire
Le plus ancien document attestant de l'existence de Brivio est un acte notarié datant de 960, concernant une donation d'Alcherius, seigneur d'Airuno, à l'église paroissiale Sant'Alessandro de Brivio. Il existait déjà des habitations dès l'époque romaine comme l'attestent les dalles de marbre datées des IIIe et IVe siècles, retrouvées dans le bourg. La défense de Brivio était assurée par la présence d'un château, construit dès le Xe siècle et qui domine encore le village. La face sud du château est flanquée de deux tours circulaires alors que la face nord dispose d'un donjon carré renforcé par un rempart. La fonction du château était de garantir la protection du fief et la surveillance de la rivière, raison pour laquelle il a été érigé à l'entrée du village et le long de l'Adda, qui deviendra une frontière stratégique entre le duché de Milan et la république de Venise à la suite de la paix de Lodi en 1454. Lors de travaux au XIXe siècle dans l'enceinte du château, des ouvriers trouvèrent un petit coffret elliptique en feuille d'argent, richement décoré de scènes bibliques, et baptisé Capsella di Brivio. Ce reliquaire, daté du début du Ve siècle, est conservé au musée du Louvre, à Paris, et constitue un témoignage important de l'art paléochrétien dans l'Empire romain.

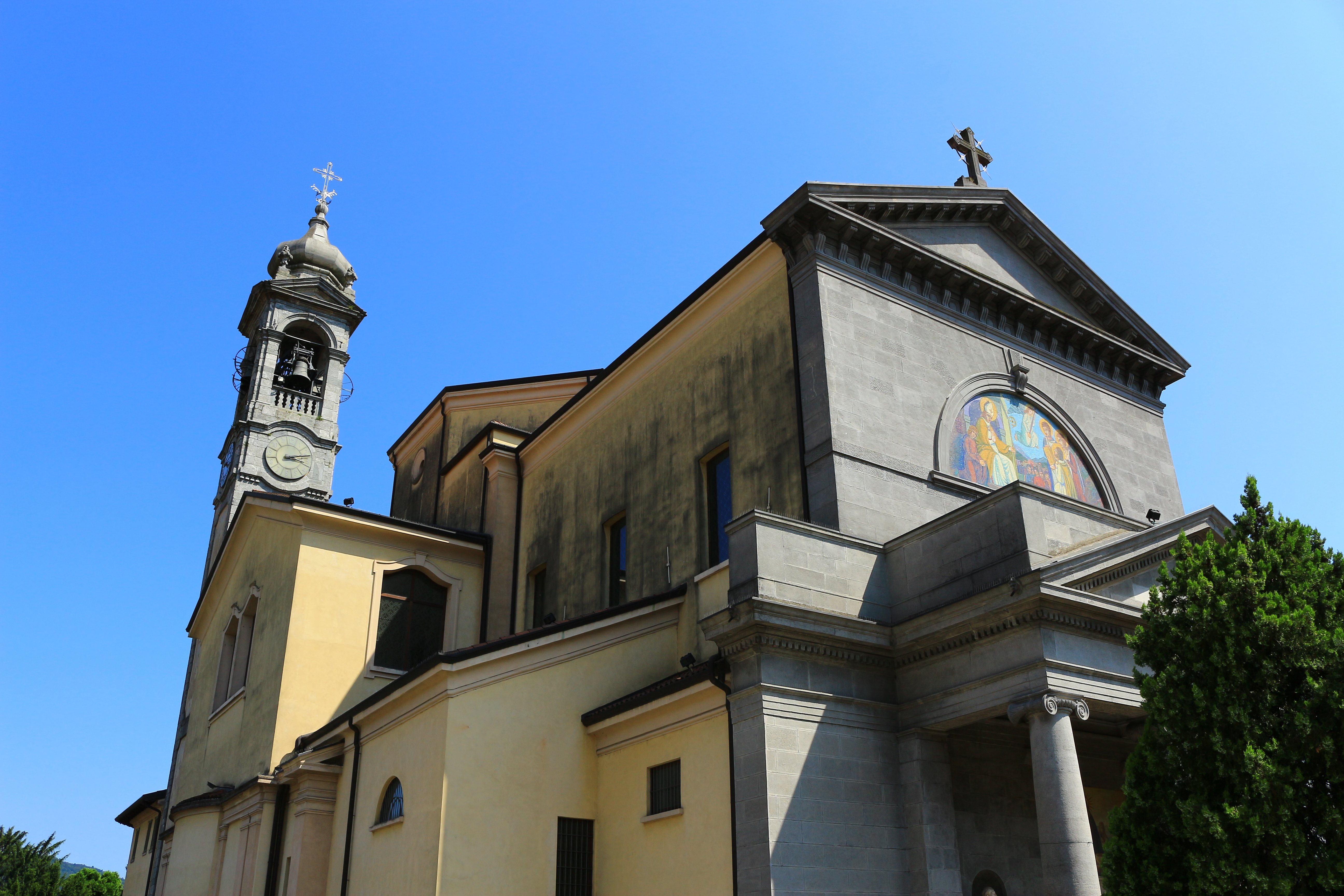
Eglise paroissiale de Brivio

L'église paroissiale de Brivio, consacrée à saint Alexandre puis aux saints Sisinnio, Martirio et Alessandro (it) à partir du concile de Trente, se situe dans le bourg du village. Le plus ancien document attestant de son existence date de mars 966 et atteste la présence d'un prêtre en cette paroisse. À partir de la Renaissance, l'église de Brivio a également une fonction administrative civile en tant que division locale de la province du duché de Milan, afin de collecter les impôts et assurer l'exercice de la justice. En 1787, les paroisses de la rive orientale de l'Adda sont détachées du diocèse de Milan et rattachées à celui de Bergame. D'un point de vue civil, l'église administrative est supprimée en 1797 à la suite de l'invasion française en Italie du Nord. Au début du XIXe siècle, l'architecte milanais Carlo Amati (it), célèbre pour ses nombreuses réalisations dans la capitale lombarde, remodèle entièrement la façade de l'église paroissiale de Brivio.
Le 27 avril 1799, dans le cadre des guerres de la Deuxième Coalition, une contre-offensive autrichienne est menée à Brivio, les troupes du général Josef Philipp Vukassovich traversant l'Adda et prenant de court l'armée française du général Jean Mathieu Philibert Sérurier qui doit battre en retraite.
En 1875, la ville s'industrialise avec la construction d'une filature, la Filanda Carozzi, le long de l'Adda. 
Aujourd'hui, la ville compte deux congrégations religieuses actives sur son territoire, la congrégation des Sœurs de la charité de sainte Jeanne-Antide Thouret et la congrégation des Chanoinesses de la Croix (Canonichesse della Croce), toutes deux investies dans des œuvres sociales à destination des personnes âgées.

## Personnalités liées à la commune

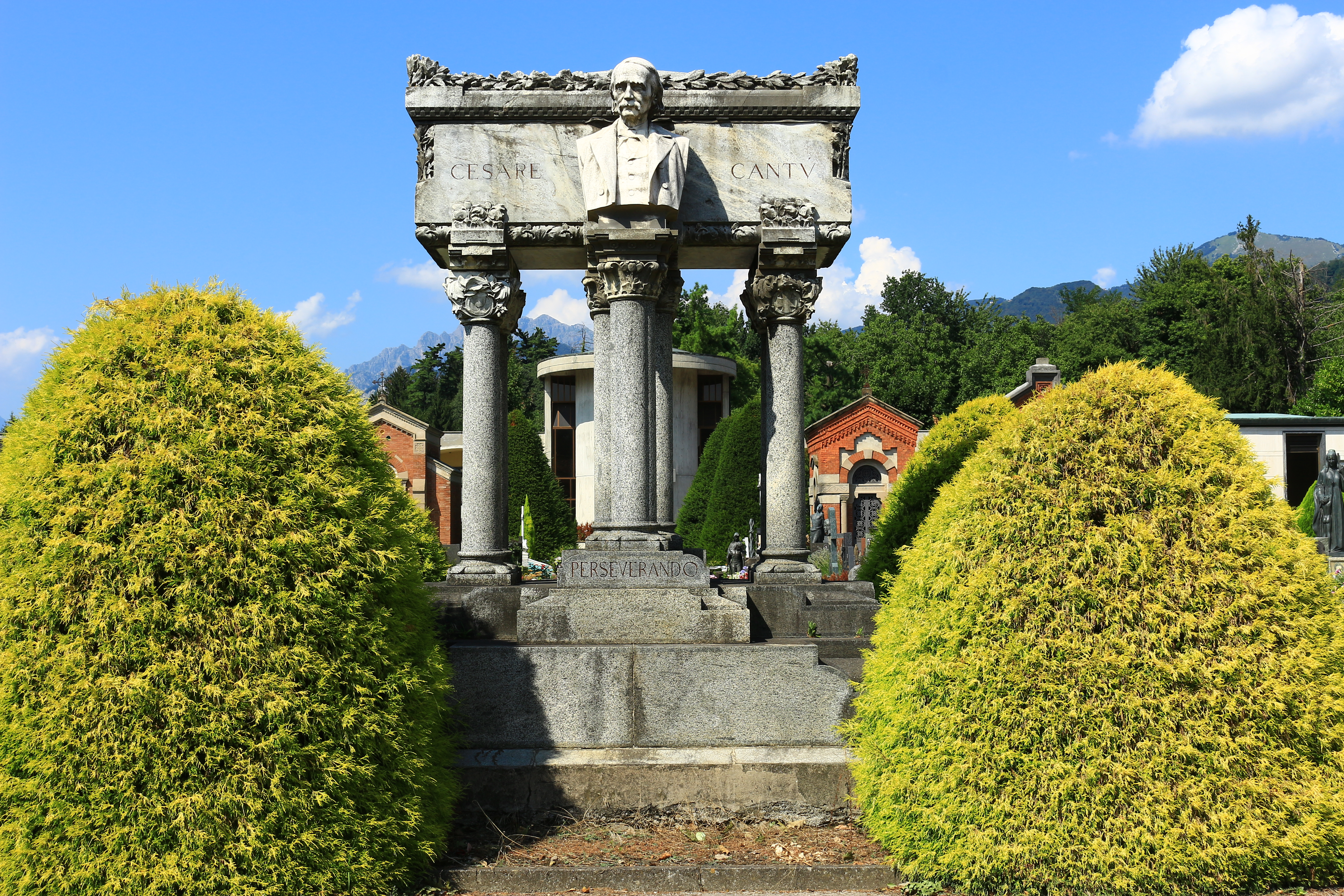
Monument funéraire de Cesare Cantù dans le cimetière communal

- Cesare Cantù, historien et homme politique, né et enterré à Brivio
- Marie Anne Sala, religieuse native de Brivio, béatifiée en 1980 par le pape Jean-Paul II
- Tino Ausenda, coureur cycliste professionnel
- Giulia Recli, compositrice

## Administration
| Période                                  | Période | Identité         | Étiquette      | Qualité |
| ---------------------------------------- | ------- | ---------------- | -------------- | ------- |
| 2016                                     |         | Federico Airoldi | Sans Etiquette |         |
| Les données manquantes sont à compléter. |         |                  |                |         |

### Communes limitrophes
Airuno, Calco, Calolziocorte, Cisano Bergamasco, Monte Marenzo, Olgiate Molgora, Olginate, Pontida, Villa d'Adda

## Galerie

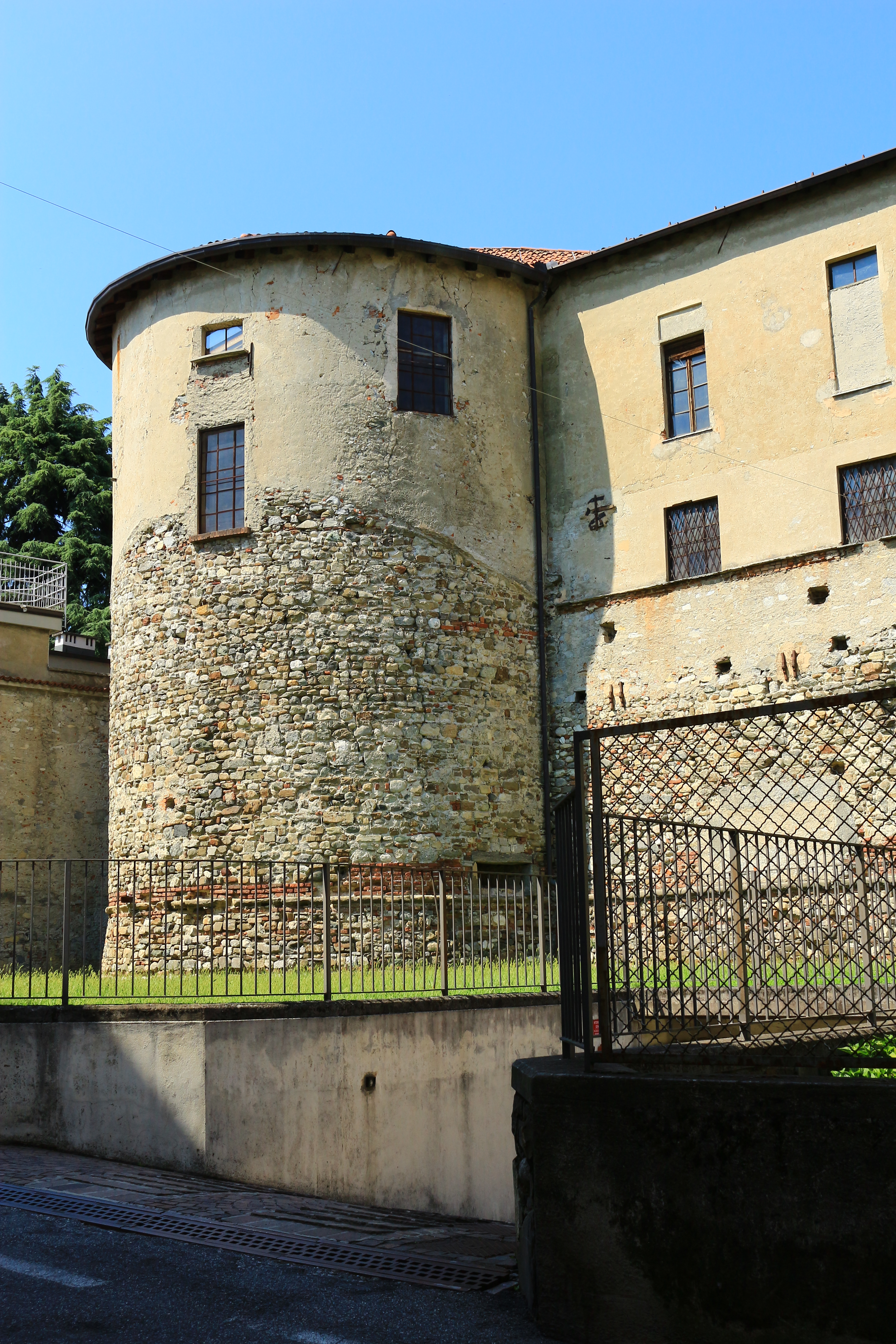
Château médiéval de Brivio
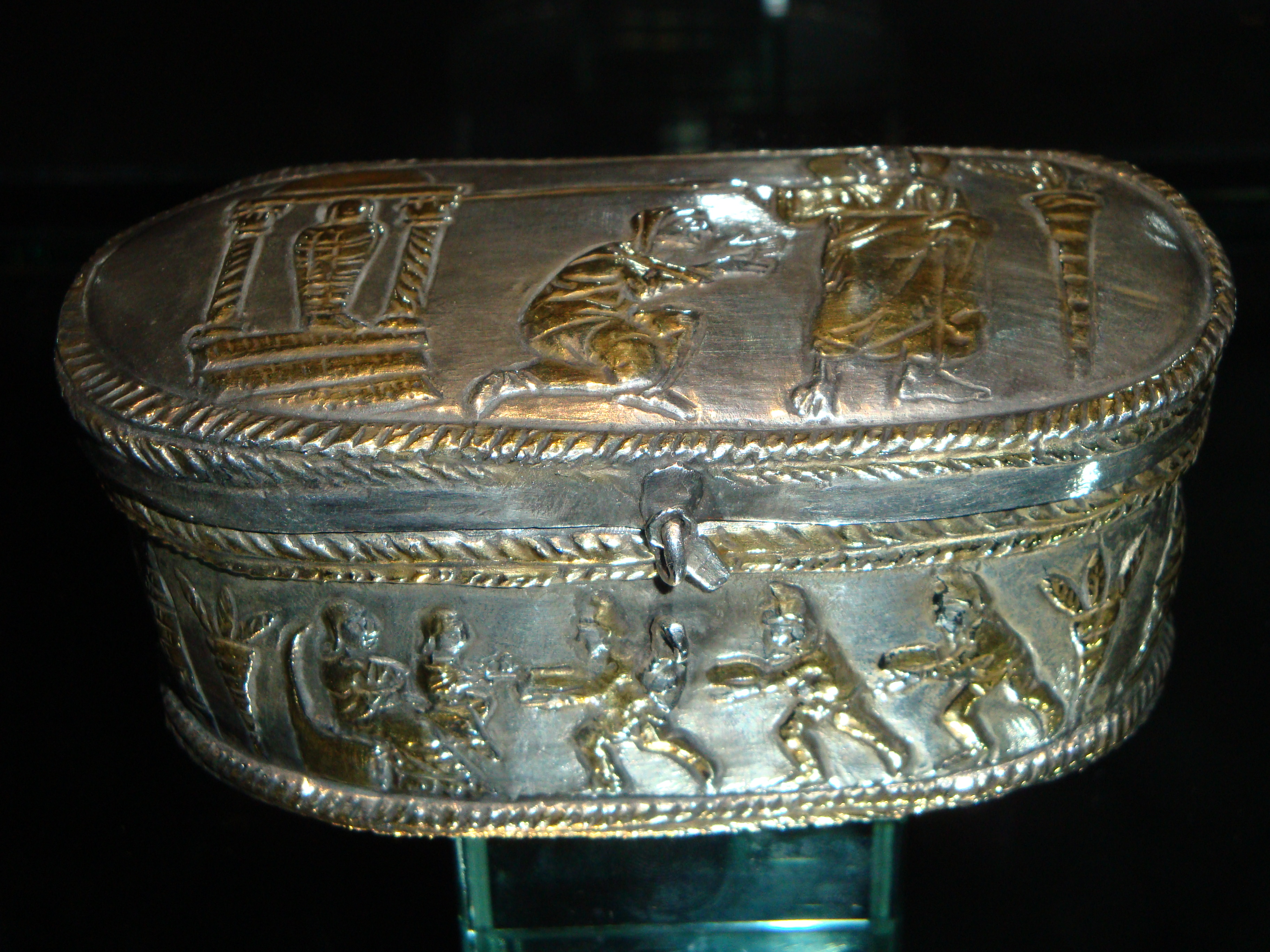
Copie de la Capsella di Brivio
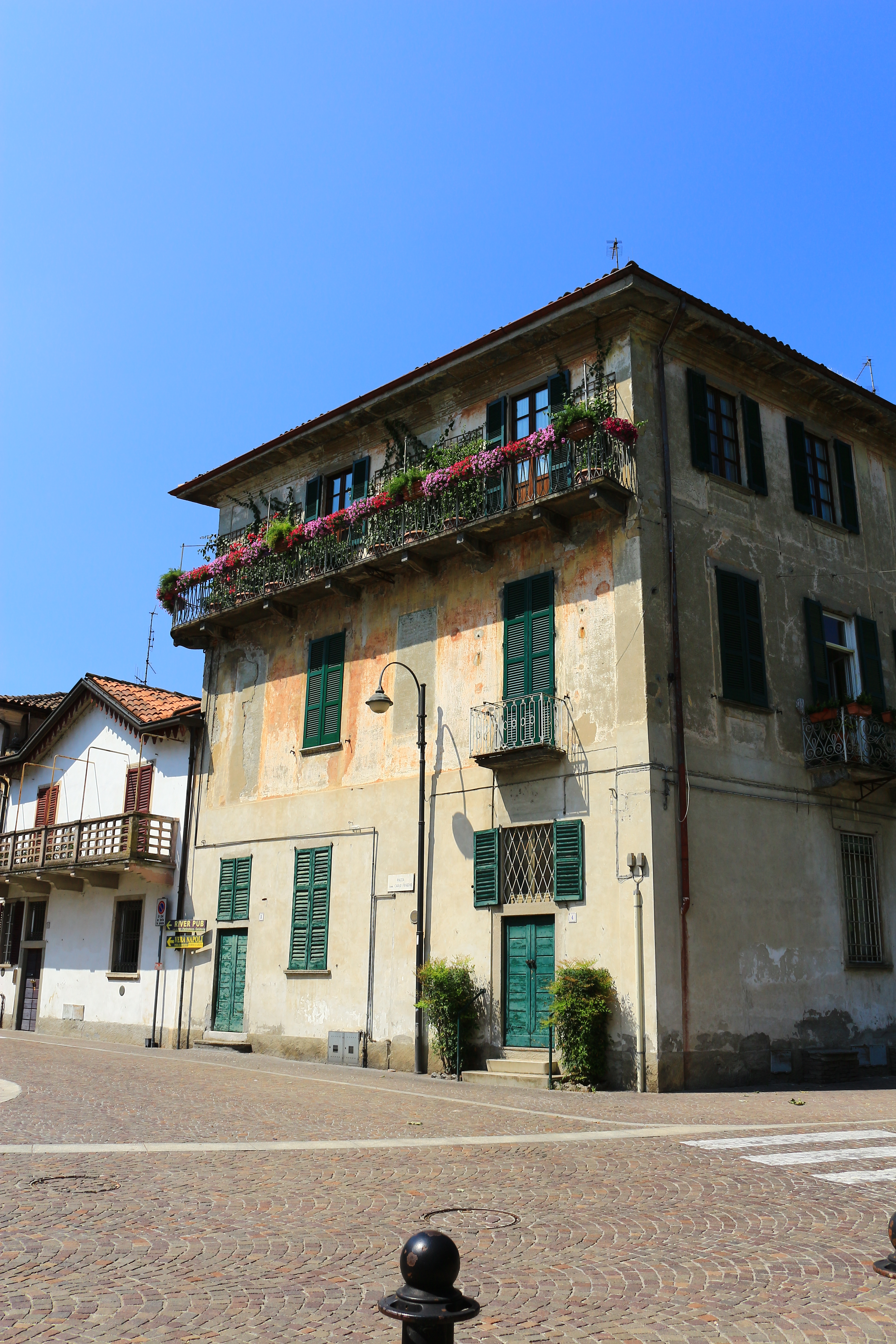
Centre de Brivio
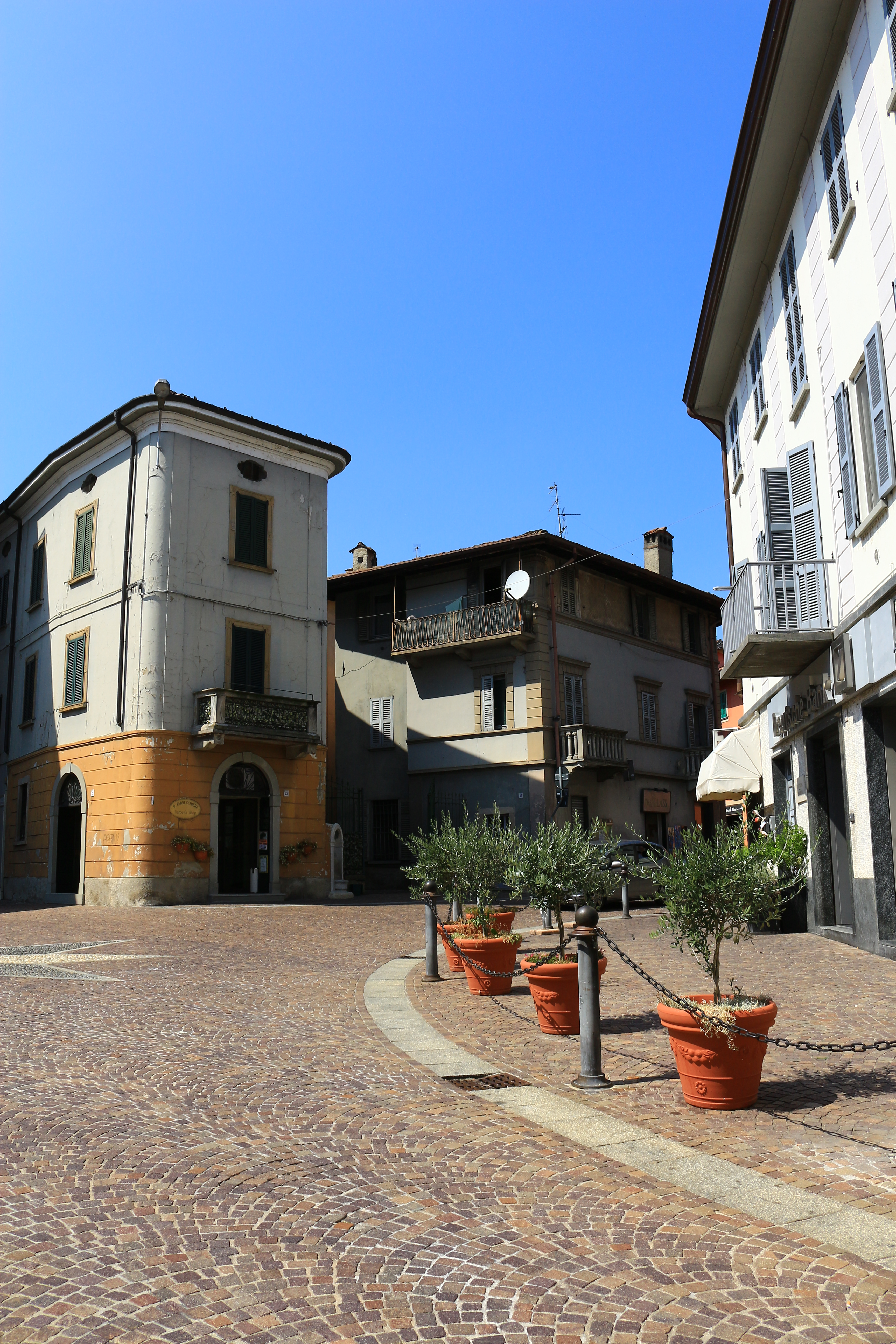
Centre de Brivio
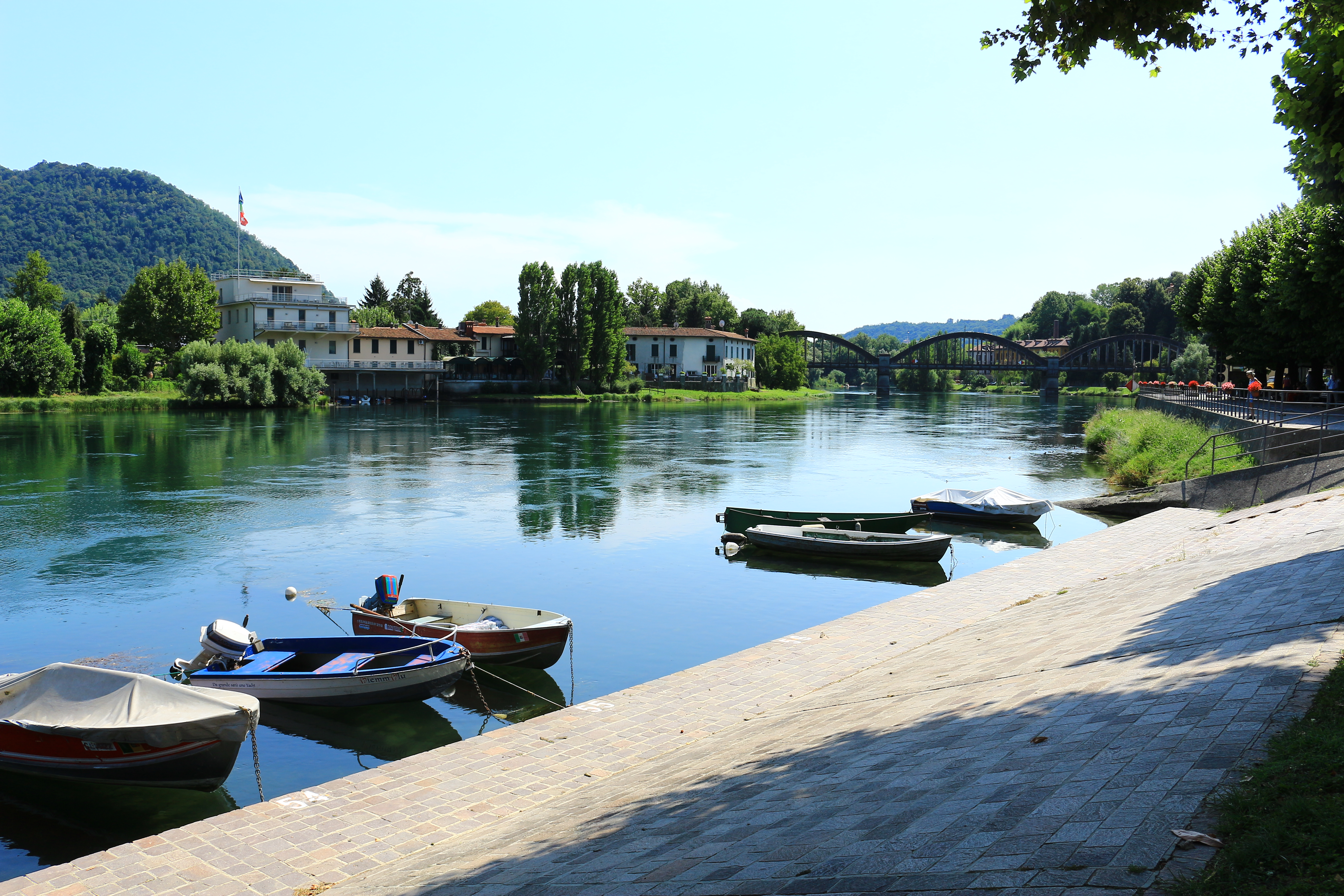
La rivière Adda à Brivio
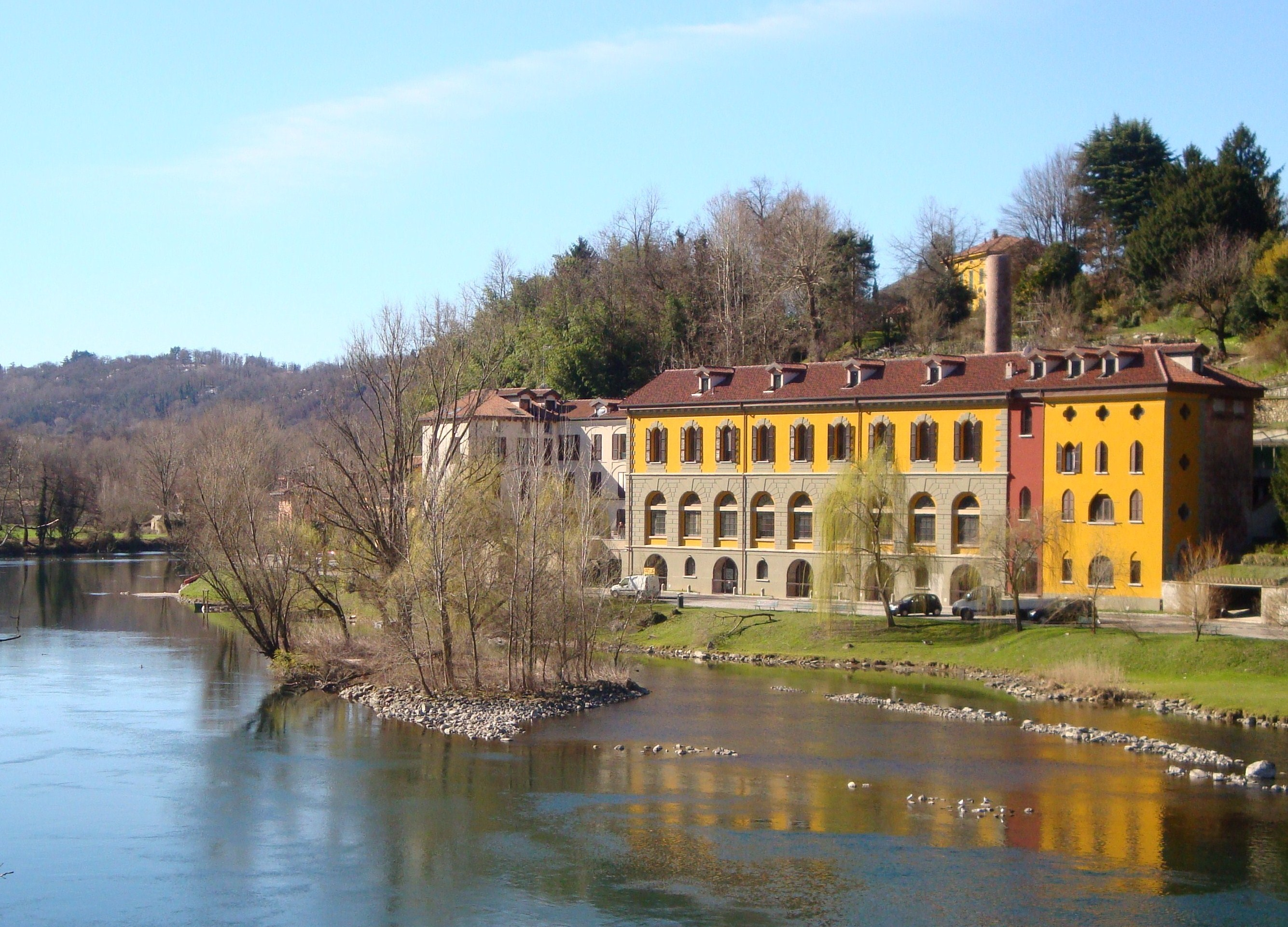
La Filanda Carozzi
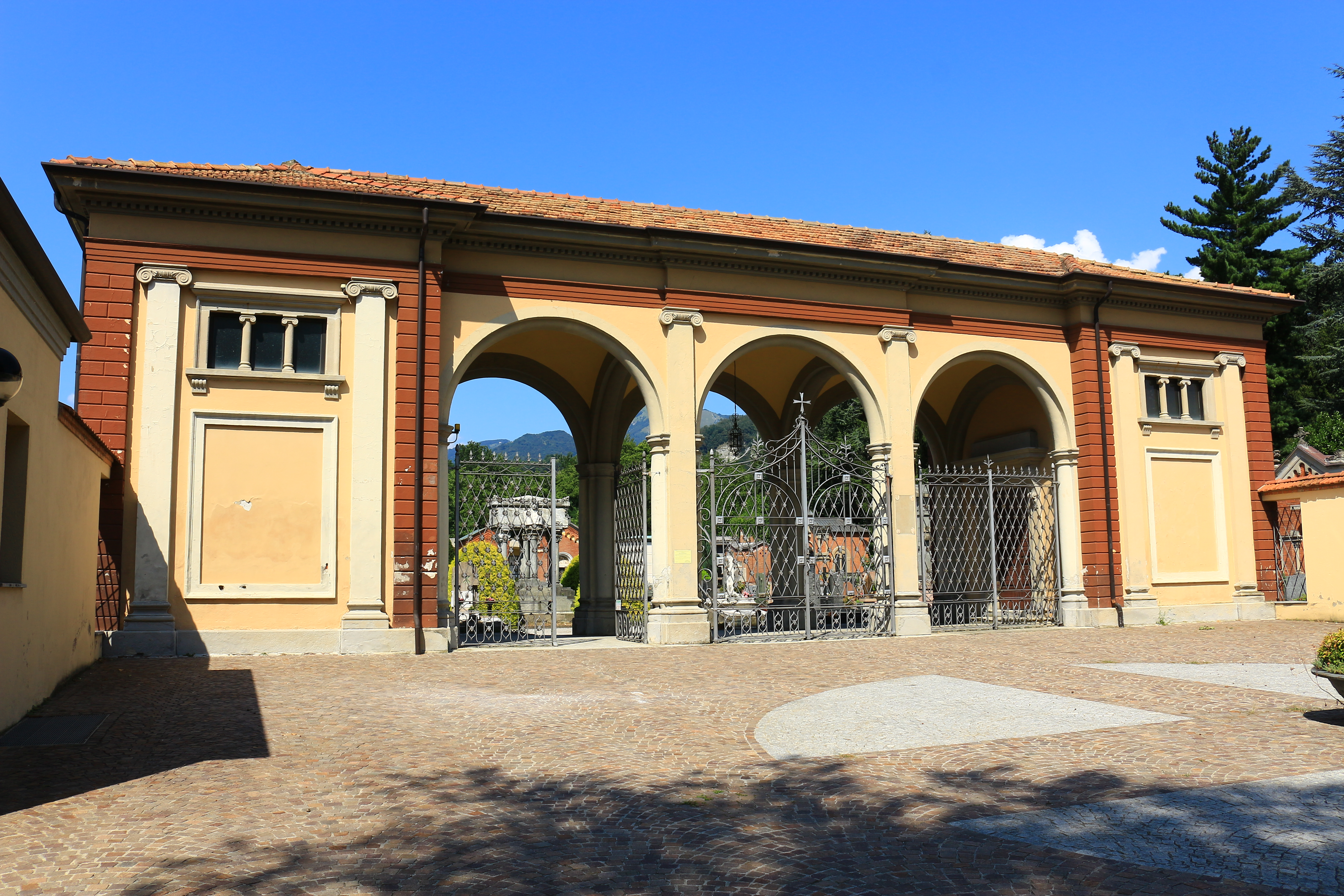
L'entrée du cimetière
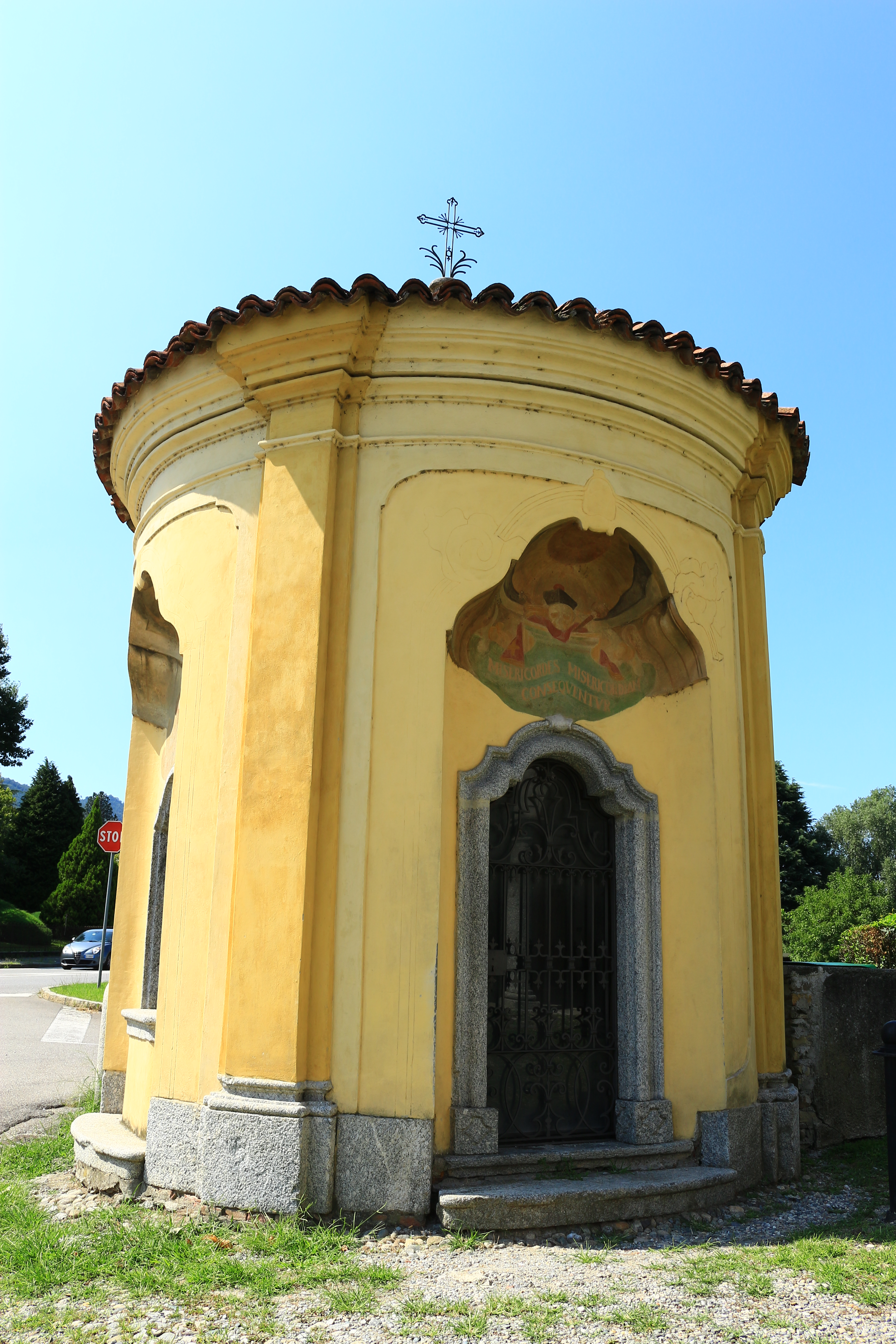
Chapelle dans le village
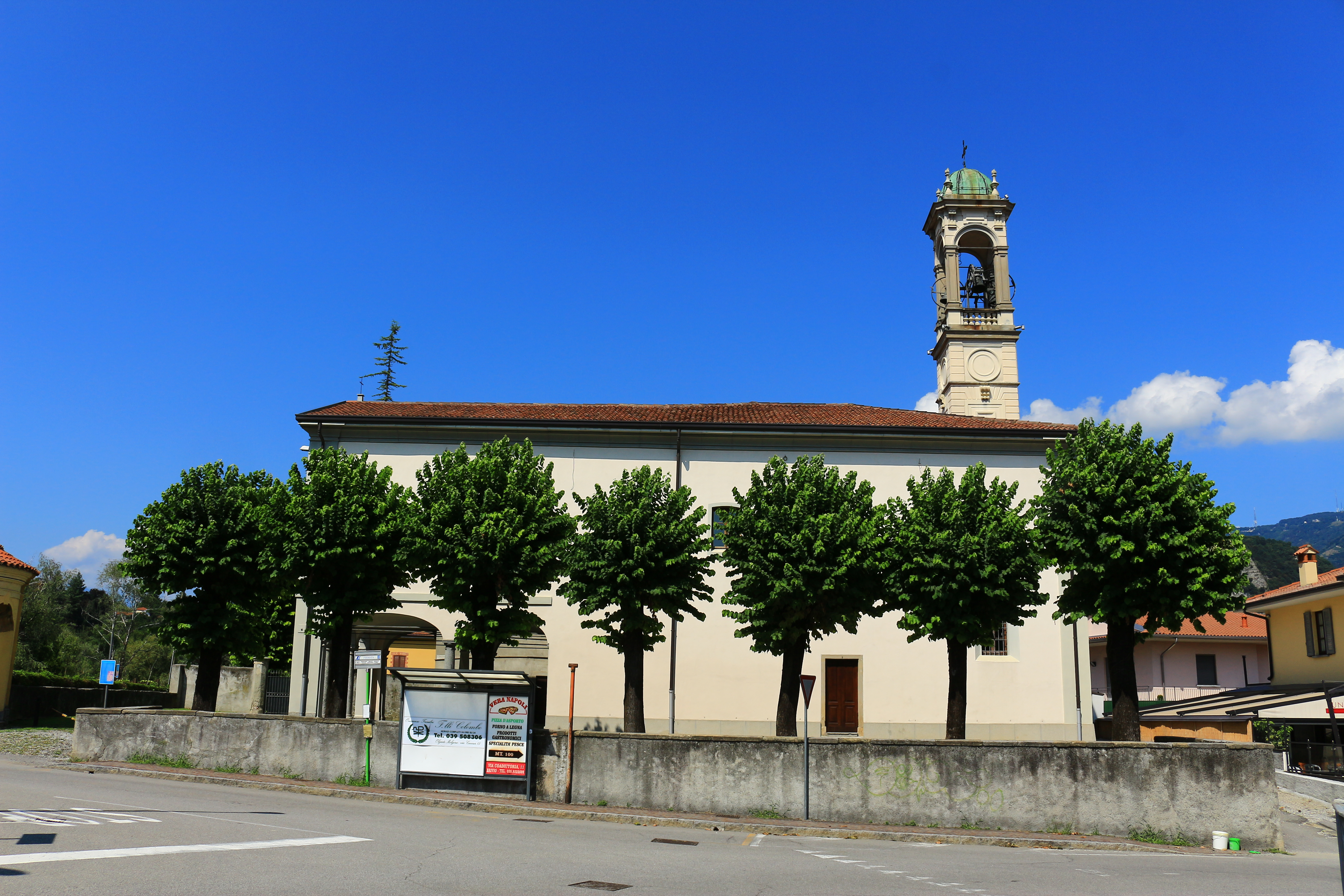
Eglise San Leonardo
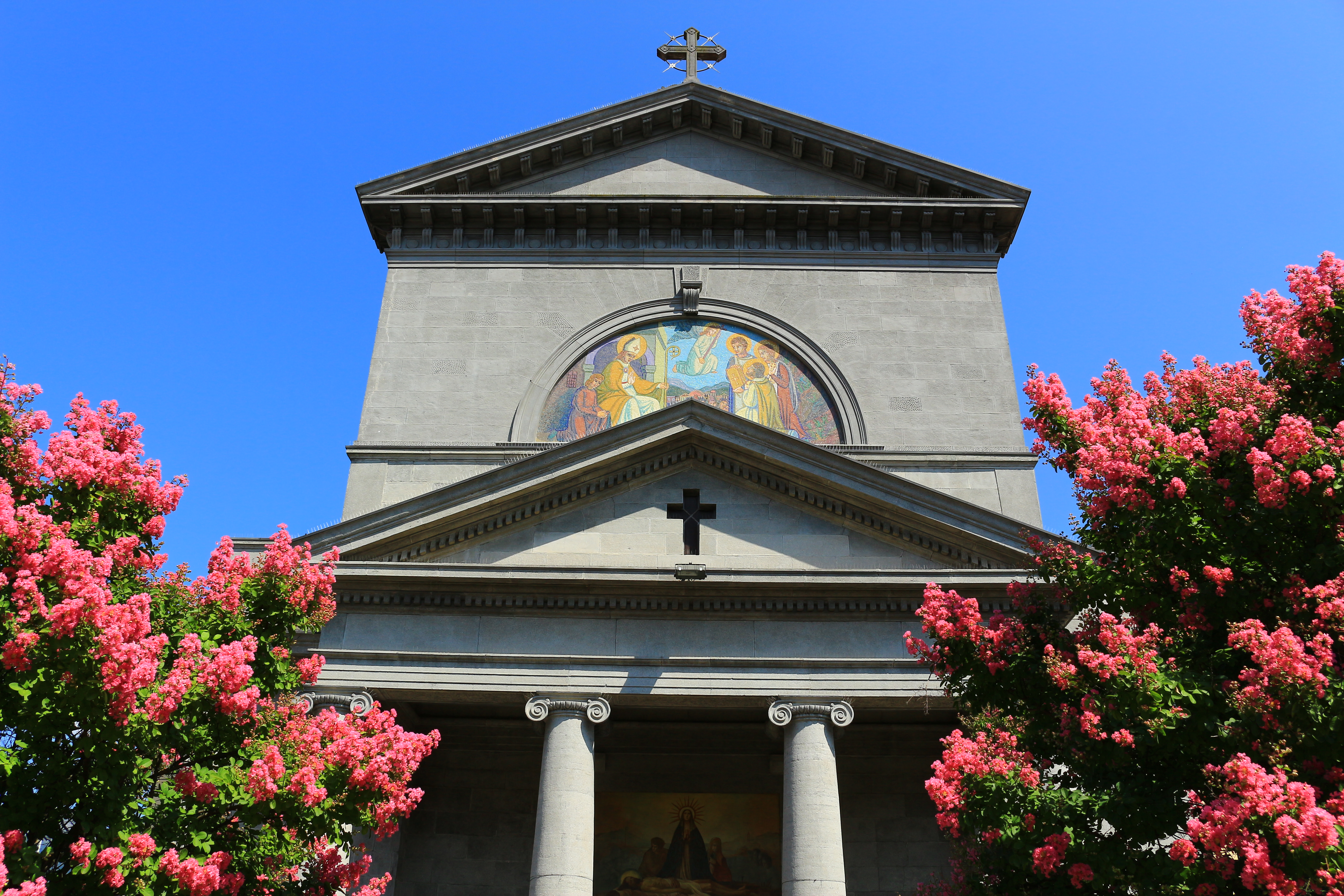
Eglise paroissiale de Brivio
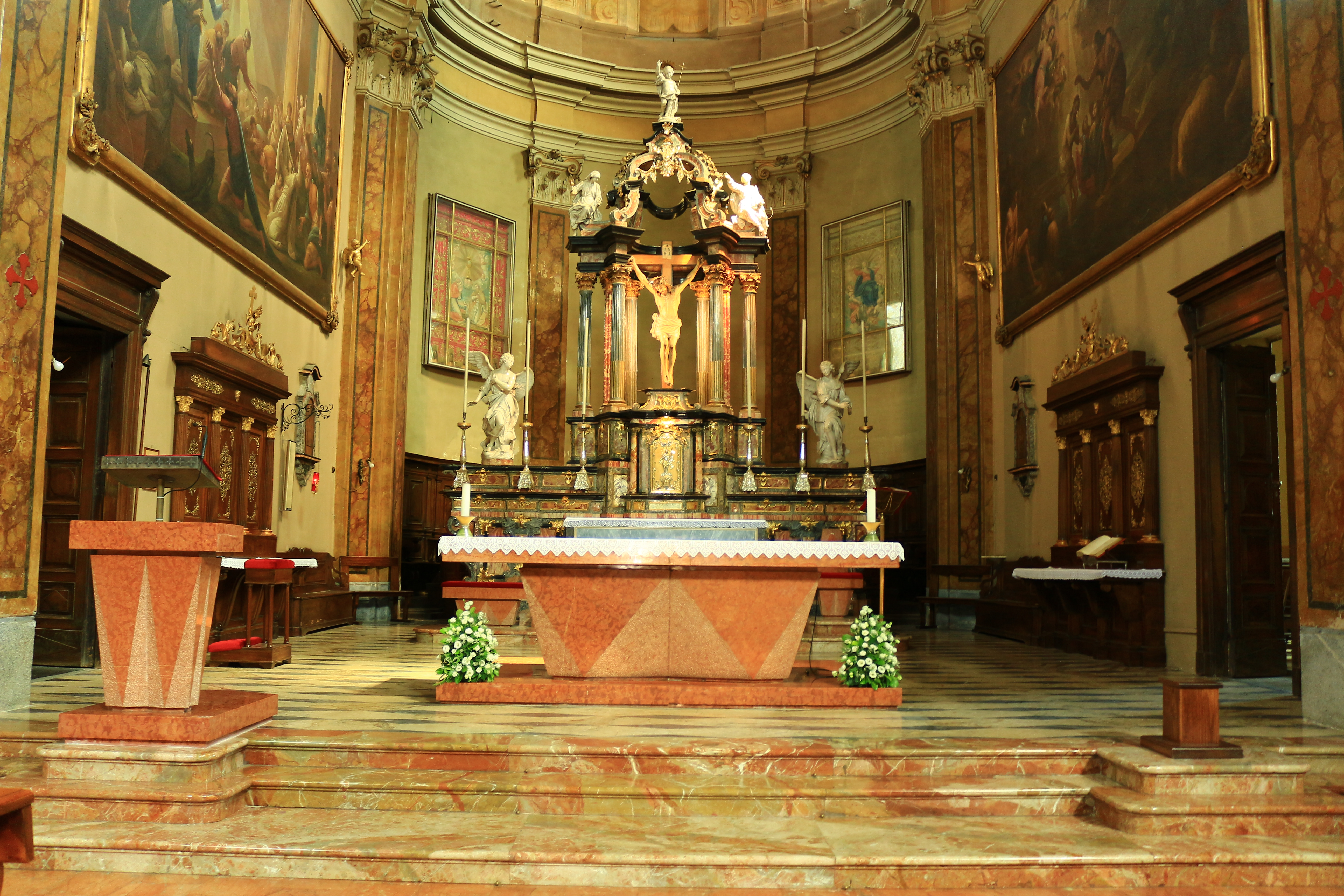
Autel de l'église paroissiale
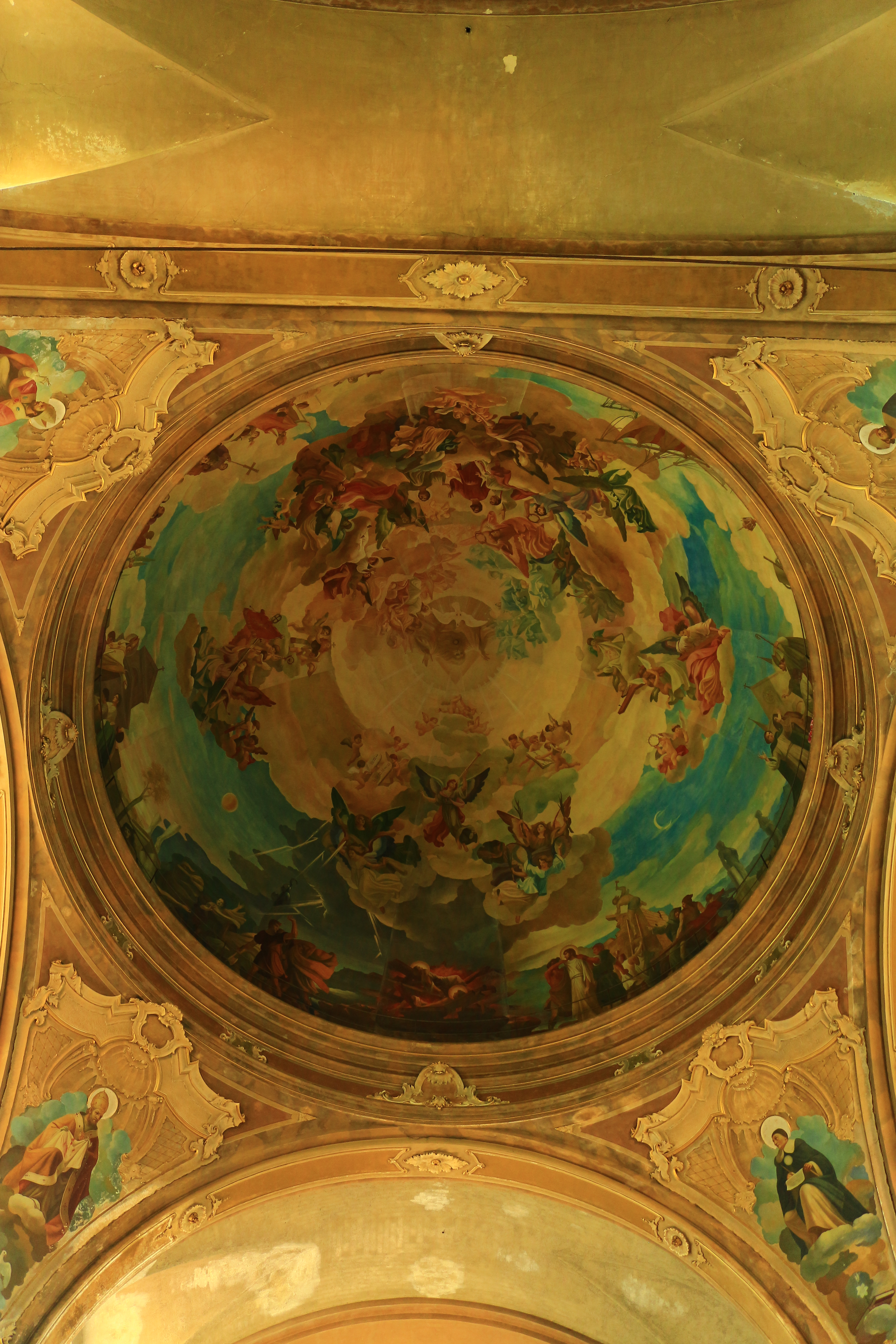
Coupole dans l'église paroissiale
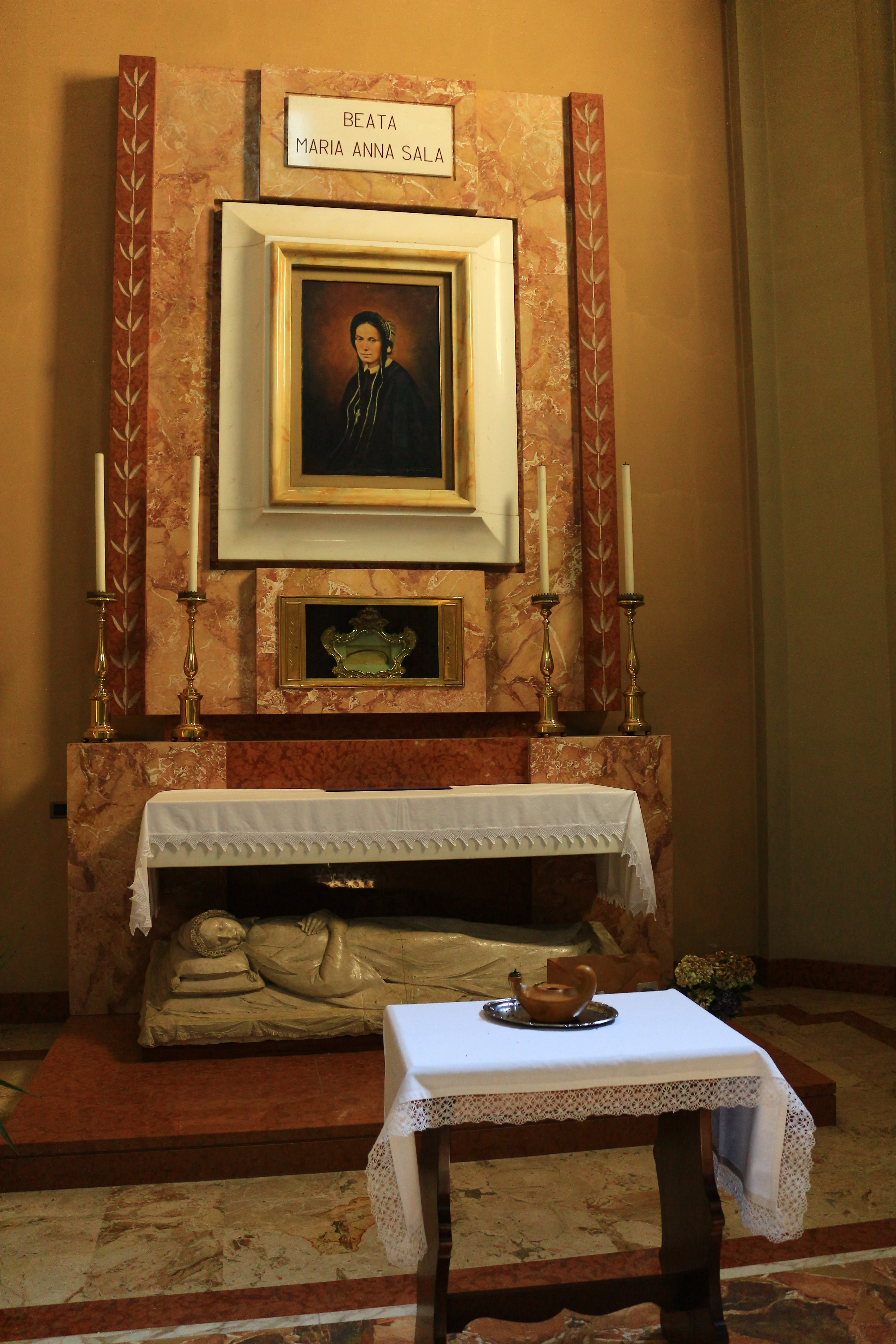
Chapelle dédiée à Anne Marie Sala, dans l'église paroissiale
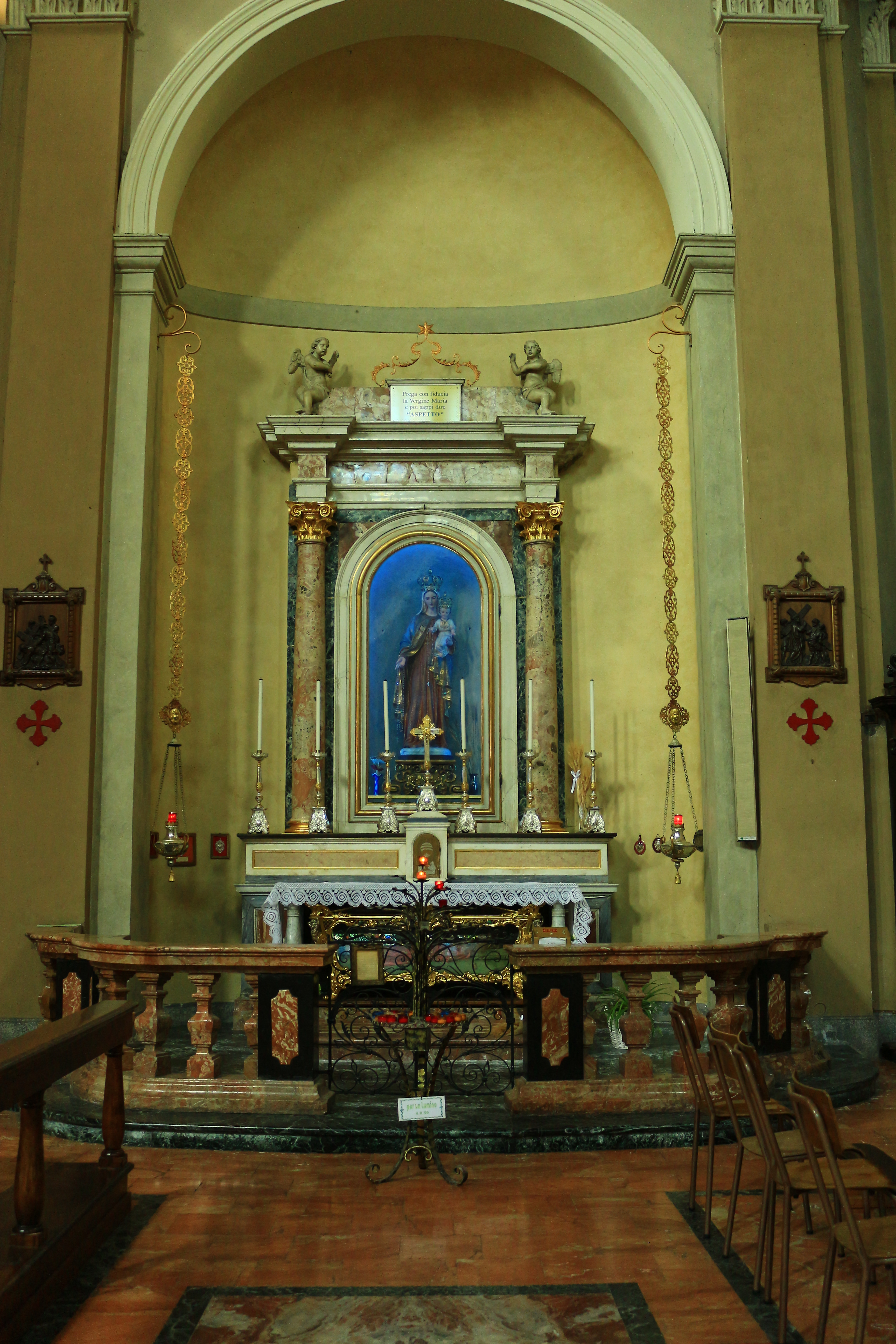
Chapelle du Saint Sacrement dans l'église paroissiale
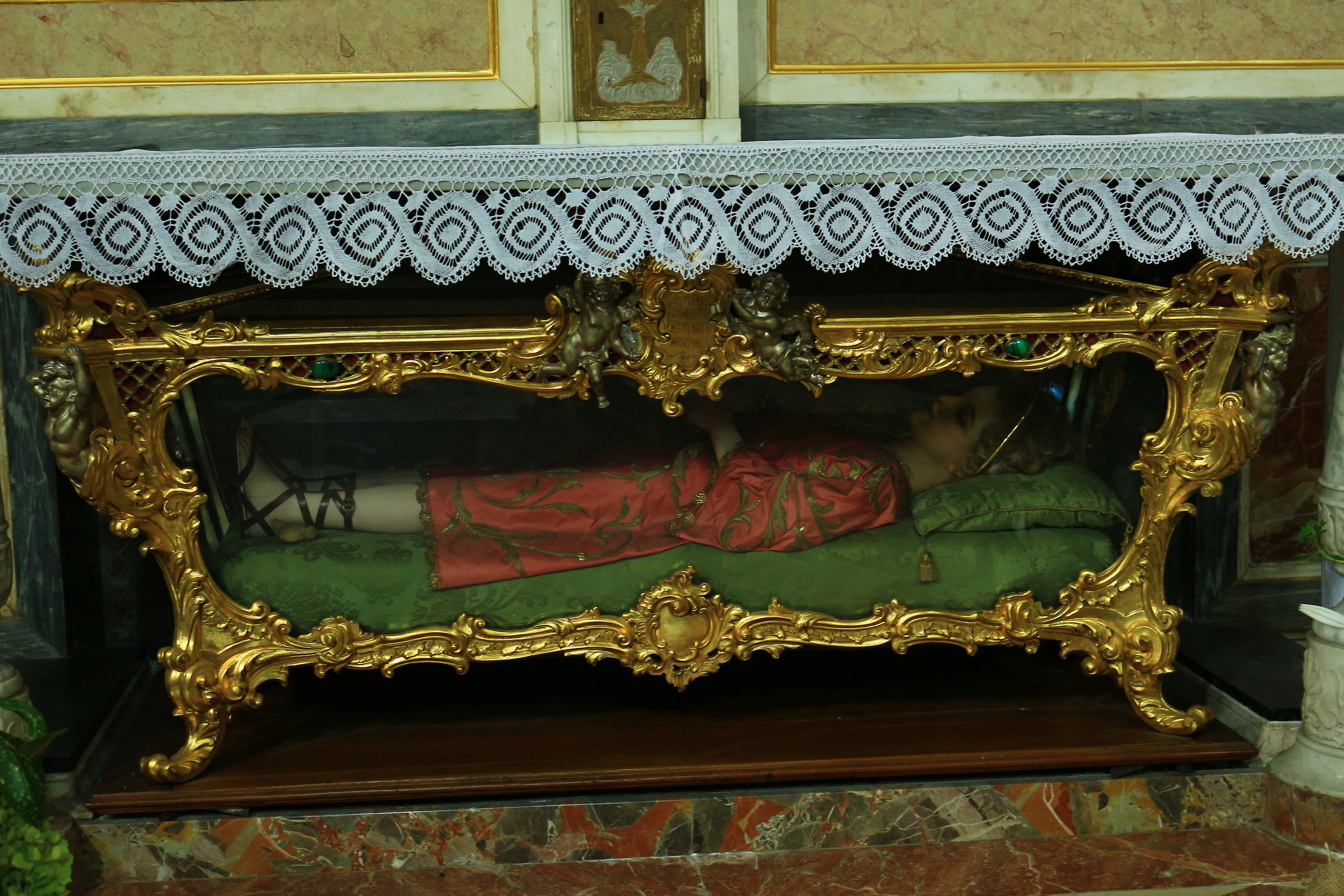
Châsse d'un martyr dans l'église paroissiale de Brivio